# ブレイクショット

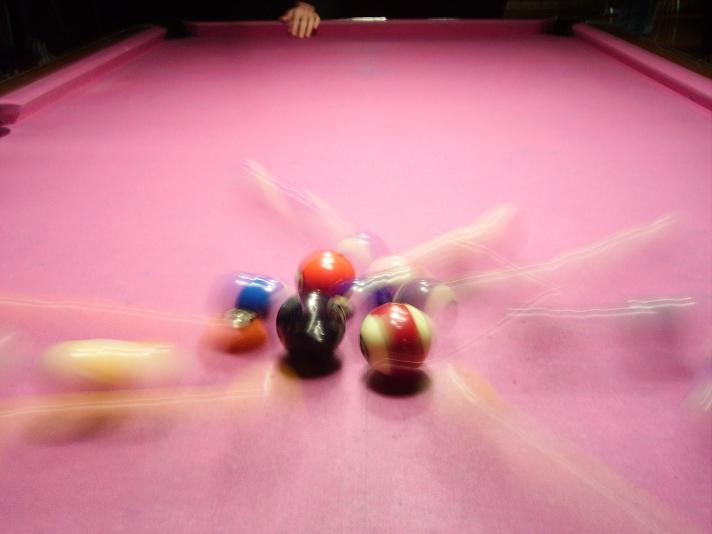
的球を激しく散らすポケットビリヤードのブレイクショット

ブレイクショット(Break shot)はポケットビリヤード、スヌーカーのゲーム開始時に行われる最初のショット。密着して並べられたボールの配置を崩して散らすために行われる。単にブレイクと呼ばれることも多い。ポケットビリヤードでは通常のプレイでは利用しないような非常にハードなショットを行う競技が多いため、ブレイクショットに特化されたフォームとブレイクキューを用いてブレイクを行うのが一般的である。キャロムビリヤードでは、初球を撞くことをサーブという。

## ブレイク権
ブレイクショットはブレイク権(ブレイクショットを行うことができる権利)を持ったプレーヤーが行うことができる。対戦開始時のブレイク権はバンキングで決定される。バンキングの勝者はブレイク権を得るかどうかを選択できるため、競技によりブレイクするかしないかを決めることができる。ブレイク権の決定はバンキングの他にジャンケン、コイントスなどで決定されることもある。
対戦のオープニングを飾るブレイクをオープニング・ブレイクと呼ぶ。中規模から大規模のトーナメントや選手権大会などではすべての参加選手が会場内の対戦テーブルについてブレイク権を決定した後、大会開始の掛け声と共に全員が一斉にオープニング・ブレイクを行う一斉ブレイクが行われ、大会に花を添える。
2ラック目以降のブレイク権は次に挙げる方法で決定される。前回のラックで勝ちとなったプレーヤーが次のラックでブレイク権を得られるウィナーズ・ブレイク、アルティメット・ブレイク(勝者ブレイク)、前回のラックで負けたプレーヤーがブレイクする権利を得られるルーザーズ・ブレイク(敗者ブレイク)、前回のラックにおける勝敗に関わらずラックごとにブレイク権が交互に他のプレーヤーへ移るオルタネイト・ブレイク(交互ブレイク)がある。どのブレイクルールが採用されるかはトーナメントごとに異なるため、試合要項などの確認を要する。なお、14-1は2ラック目以降よりコンティニュアス・ブレイクとなり、ボールを取り切ったプレーヤーが継続してブレイクを行う権利を有するようになる。
ウィナーズ・ブレイクの場合、ブレイク権を得られれば相手プレーヤーを一度もテーブルに着かせることなくその試合に勝つことも不可能ではない。実例を挙げれば、2007年世界ナインボール選手権の予選で行われたフランシスコ・ブスタマンテ対鄭栄和の1戦ではブスタマンテがコントロールブレイクを用いて鄭栄和に一度もショットさせることなく9-0での勝利を披露した。従って、オープンニング・ブレイク権を持っているプレーヤーは有利となる。
オルタネイト・ブレイクの場合、オープニングブレイクを行ったプレーヤーは奇数ラック目のブレイク権を有することになる。両プレーヤーがそれぞれ勝利するために獲得しなくてはいけないラックの数の和が偶数となっている場合（ハンデのない対戦や両者のハンデ数の差が偶数となる場合）において、対戦の最終ラック、つまりどちらのプレーヤーもあと1ラック獲得をすれば勝利できる状態(俗に「ヒル・ヒル」と呼ばれる)にもつれこんだ時はオープニングブレイクを行ったプレーヤーがブレイク権を持つこととなるため、オープンニング・ブレイク権を得ることが有利となる。

## ブレイクの制限

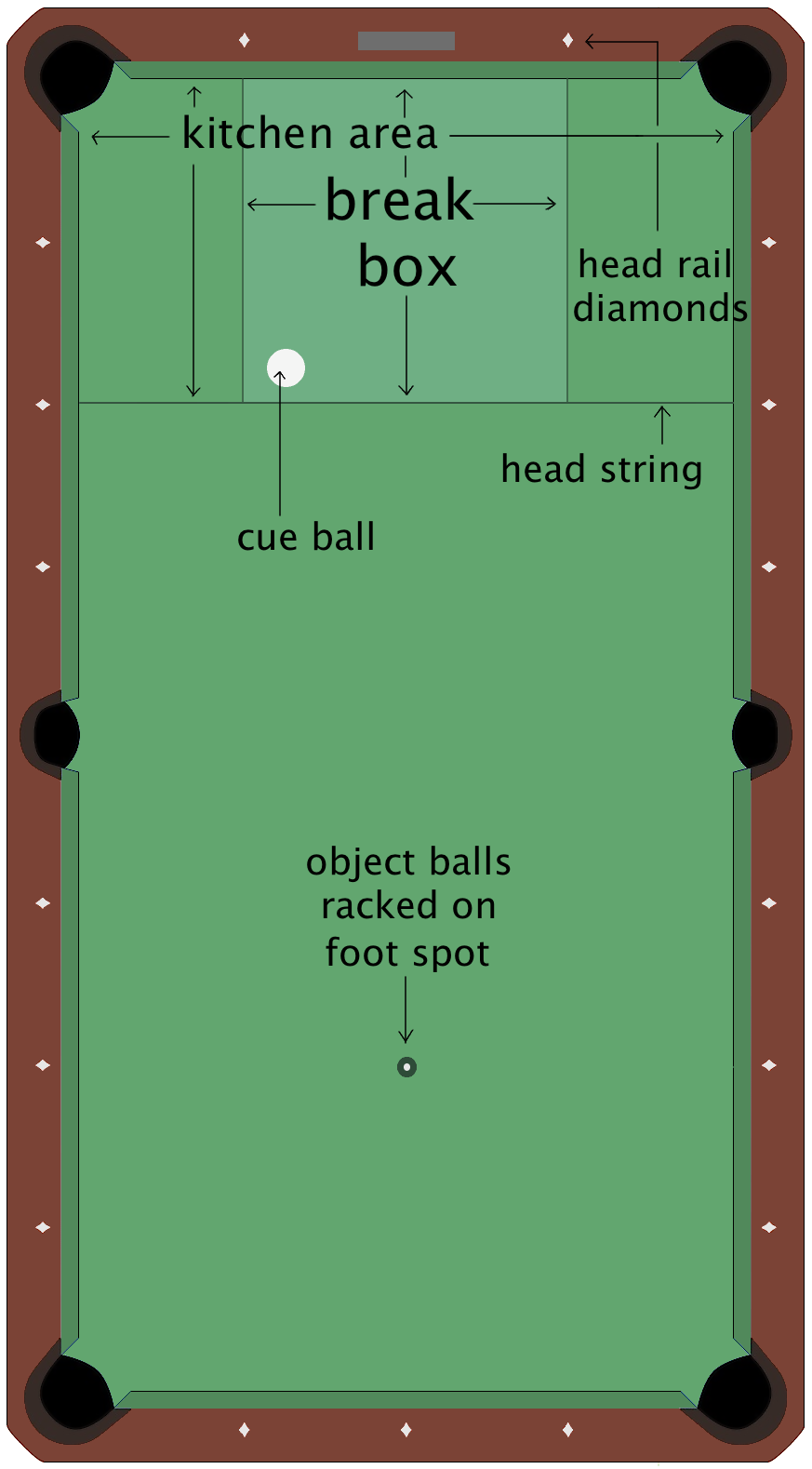
ポケットビリヤードではヘッドストリングより手前(図では上側)からブレイクを行う

スヌーカーはDゾーンと呼ばれる半円状のエリアからブレイクを行う

ブレイクショット手球を特定のエリア内に置いて行わなければならない。特定のエリア内のギリギリにボールが置かれた場合、手球の接地面がその範囲内にあるかどうかで適正な位置に置かれているかどうかを判断される。

### ポケットビリヤード
ポケットビリヤードでは長辺に描かれたポイントマークがヘッドレール側から数えて2つ目(俗に2ポイント)までの範囲をキッチンと呼び、手球をこの範囲に置いてそこからブレイクショットを行う。キッチンの境界線（ヘッドストリング。ラシャに線が書かれていることもある）に手球の接地面が来た場合、NBAルールではエリア内とされるが、それ以外のルールではエリア外と判定されるファウルになることもあるため注意が必要である。
また、ルールによってはブレイクする領域をさらに左右1ポイントずつ狭めたブレイク・ボックスが採用されることがある。このブレイク・ボックスは主にナインボールの競技大会で採用されるが、インターナショナルプールツアーなどエイトボールの競技大会においても採用されている。ブレイク・ボックスが採用される理由はサイドレール付近からのブレイクショットすることを制限するためであるが、個々の理由については後述する競技に特有のブレイクショットを参照のこと。

### スヌーカー
スヌーカーのブレイクショットはボークラインと呼ばれる線に接した半円の範囲内にあるDゾーンと呼ばれるエリアから行う必要がある。後述するセーフティブレイクが基本となる。

## ブレイクショットの種類

### ハードブレイク
ハードブレイクはポケットビリヤード、とりわけナインボールやエイトボールなどの競技で用いられる非常に強烈なパワーで繰り出されるブレイクショット。パワーブレイクとも呼ばれる。これらの競技はブレイクショットをした場合にボールがポケットへ落ちること(ブレイクイン)で同じプレーヤーが引き続いてプレイすることができること、また、テーブル上に満遍なくボールが散らばったほうが全てのボールを取りきれる確率が上がり、相手に撞く機会を渡さず、そのラックを制することができるようになるため、パワーだけでなく、ブレイクインを狙った正確なコントロールが要求される。ただし、勢いよく転がる的球がクッションや他の的球と衝突して複雑な動きをするため、それらの的球に弾かれて手球がスクラッチする危険もはらんでいる。
ハードブレイクは時速40kmを超えるほど凄まじいスピードで手球が繰り出されることもあり、衝撃がキューに蓄積してティップが剥がれる、シャフト自体が割れるなどキューの一部が破損することがある。ハードブレイクは上記の競技において非常に重要な位置を占めていることもあるため、ポケットビリヤードではブレイクショット専用の「ブレイクキュー」が開発された。一般的なキューのティップは革製であるが、ブレイクキューにはフェノール樹脂（ベークライト）などの樹脂製のティップがつけられているものもある。
しかし、ラック・スポット・シールなどの登場により精密なラックが組まれるようになると、例えばナインボールではハードブレイクを用いずともブレイクインが容易に狙えることが知られるようになり、次のソフトブレイクが用いるプレーヤーが増えた。

### ソフトブレイク
ハードブレイクとは対照的にパワーを重視せず、通常のショットよりやや強めのショットで行うブレイクショット。ボウラードなどの競技で利用され、ブレイク後の手球の位置や的球の散り方をプレーヤーがある程度コントロールするため、コントロール・ブレイクとも呼ばれる。

### セーフティブレイク
主にスヌーカー、14-1などで用いられるブレイクショット。ラックの形をほとんど崩さず、かつ次の相手が撞きづらい位置に手球をコントロールし、相手がポケットせずにラックを散らしてこちらが有利になるようなショットをしたり、ミスショットそのものを誘う。スヌーカーの場合はDゾーンからカラーボールの間を縫ってブレイクを行い、赤い球を少し崩してまたDゾーンにあるカラーボールの裏に戻すようにブレイクを行う。これはスヌーカーのルールが赤い球を最初に当てなければならないためである。14-1の場合は、ウィングボールをかすめるようにブレイクを行い、手球をヘッドレール側のクッションに接触させてしまい、相手が撞きづらい形に持っていく。

## プッシュアウト
ナインボール、テンボールの一部のルールにおいて、ブレイク後のプレー権を有するプレーヤー（合法的なブレイクでポケットに成功した場合はブレイクを行ったプレーヤー。ポケットできなかった場合は相手プレーヤー）はプッシュアウトを選択することができる。プッシュアウトを選択したプレーヤーは手球を好きな位置に向かって撞き、難解な配球を相手プレーヤーへ渡してショットするかしないかを選択させることができる。例えば自分はジャンプショットが得意であり、相手プレーヤーはジャンプショットが苦手な場合、自分は攻められる確率が高く、かつ相手プレーヤーにとって攻めづらい配球にすることができる。プッシュアウトにはこのような心理的な駆け引きの要素が含まれる。
以下がプッシュアウトの概要である。
1. プレーヤーはレフェリー(相手レフェリーの場合もある)に向かい「プッシュアウト」をコールする。ルールによっては相手プレーヤーがプッシュアウトを承認するかしないかを選択できる[1]。
2. プッシュアウトが承認されたプレーヤーは任意の場所へ向かって手球を撞くことができる。この時、最少番号ではない的球へ当ててもかまわないし、どの的球へ当てなくてもノータッチファウルは取られない。また、ノークッションファウルも取られない。ただし、スクラッチしたり、手球が場外へ飛び出した場合はファウルとなる。ショットの後、プレー権は相手へ移動する。
3. 相手はその状態から自分がプレー（最小番号の的球を狙ってのショット）をするかしないかを選択することができる。パスをすると、元のプレーヤーがショットを行わなくてはならない。

このようなルールが存在するのは、これはブレイク後の配置という偶然の要素によりプレーヤーの技能が充分に発揮されないことを避けるもので、その偶然の要素を均衡させるためである。従って、ブレイク後の配置が難解な場合にプッシュアウトが選択されることが多い。
プッシュアウトの際に落とされた的球があった場合、テキサスエクスプレスルールであれば落とされたその的球はフットスポットへは戻さない。ただし、9番ボールを落とした場合はフットスポットへ戻す。
なお、日本では「シュートアウト」と呼ばれることもあるが、原義からすると誤りである。shootoutは英語では激しい攻防を意味するため、英文で書かれたビリヤード関連文書にはその本来の意味で単語が登場する。

## ブレイク・ラン・アウト
ブレイク・ラン・アウト(Break and Run-Out)とは、ブレイクインさせた後、1度もシュートミスをせずにテーブル上に存在するすべての的球を取り切ることを指す。日本では俗にマスワリと呼ばれ、ビリヤードを始めたばかりのアマチュアプレーヤーが目標のひとつに掲げることが多い。
ブレイクショットを行った際にブレイクインしなかった場合、テーブル上の配置はそのままにプレーヤーの交代となるが、この交代したプレーヤーが1度もシュートミスをせずにテーブル上に存在するすべての的球を取り切ること裏マスワリ、通称裏マスと言う。裏マスはブレイクインされていないためマスワリを出す場合よりも余分な個数のボールをポケットさせる必要があるが、マスワリほどもてはやされない。
また、1度もシュートミスをしなかったが、テーブル上にいくつか的球が残っている状況、例えばラックの途中にコンビネーションショットを使ってゲームボール(例えばナインボールでは9番ボール)を入れたような場合はマスワリとは呼ばない。しかし、コンビマスワリなどとしてマスワリ扱いする場合もある。
マスワリをした後、次のラックもマスワリした場合は連マス、連発と呼ばれ、2回連続マスワリであれば「2連マス」「2連発」、3回連続マスワリであれば「3連マス」「3連発」と呼び、公式・非公式を問わず記録として残されている。

### マスワリの語源
マスワリという言葉は昭和20年頃の日本において既に存在していたことが知られ、ポケットビリヤードと言えばローテーションであったという当時、ローテーションをブレイク・ラン・アウトした場合にマスワリと呼ぶようになった。
語源ついては藤間一男が「枡(ラック)を割って(ブレイクして)そのまま取り切る」という意味からであろうとCUE'S誌上で語ったが、同誌はさらに当時を知るプレーヤー達の協力により、ラックは「枡」、「ブレイク」は「割り」と呼ばれていたことを複数の証言情報として得て調査結果を発表、漢字で「桝割」あるいは「枡割」と表記することに間違いないと結論付けた。

## ブレイク・エース
ブレイク・エースはナインボールやテンボールでブレイクショットを行った際、ゲームボールとなる9番ボールや10番ボールがポケットされること。俗にエースとも呼ぶ。
エイトボールではルールにもよるが、日本ビリヤード協会の公式ルールではブレイクショットで8番ボールがポケットされてもブレイク・エースとはせず、「フット・スポットへ戻す」あるいは「ラックを再度組み直し、ブレイクショットをやり直す」といういずれかを選択するようになっている。

## 競技に特有のブレイクショット

### ナインボール
ナインボールは他の競技と異なり、長辺側からブレイクを行うサイドブレイクがよく利用される。これはブレイクした際に9番ボールの両隣にあるウィングボールがポケットされやすいためで、しっかり組まれたラックであればブレイクした長辺側のウィングボールがコーナーポケットへ向かうことが知られている。また、1番ボールがサイドポケットの方向へ向かって転がっていく。
正確にラックが組まれている状態でソフトブレイクを用いれば飛躍的にブレイク・ラン・アウトの確率を上げることができるため、主催者が競技の醍醐味を損なうものだと判断した場合、ブレイクボックスと呼ばれる手球の置ける範囲を狭めたルールを採用することがある。
アール・ストリックランドはCUE'Sのインタビューで「サイドブレイクも私が最初にやって、みんなが真似をした」と語った。

#### スリーポイントルール
2010年頃よりソフトブレイクへの対処としてスリーポイントルールを採用するトーナメントが出現した。スリーポイントルールでは正常なブレイクショットを行った後、「ポケットされた的球の数とヘッドストリングを越えた的球の数が合計で3個以上でなければならない」という条件が加えられる。
このスリーポイントの条件を満たせなかった場合、ブレイクインされたかどうかで処置が分かれる。ブレイクインした場合は相手プレーヤーにプレー権が移る。プレー権を得た相手プレーヤーは現状の配置のままでプレーを続行するか、あるいはパスするかを選択できる。プッシュアウトを選択することは出来ない。相手プレーヤーがパスを選択した場合、ブレイクショットを行ったプレーヤーにプレー権が移り、現状の配置でプレーを続行するか、プッシュアウトを選択できる。ブレイクインしなかった場合は相手プレーヤーへ交代となり、相手プレーヤーは現状の配置でプレーを続行するか、プッシュアウトを選択できる。
なお、スリーポイントの条件が満たされない場合に発生したブレイクエースは無効とされ、ポケットへ落ちた9番ボールはフットスポットへ戻される。

### 5-9
ナインボールの変形ルールの5-9においては、あるラックで9ボールをポケットし、同時に、キッチン内へ手球を送る必要がある。これに失敗するとブレイク権を失い、次のプレーヤーにブレイク権が移る。キッチン内へ手球を入れることに成功し、ブレイク権の保持が出来た場合、手球が止まったその位置から次のラックのブレイクを行わなければならない現状ブレイクというルールもある。

### ローテーション
ローテーションではテーブル上に残った最後の的球を入れた後にキッチン内へ手球を送る必要がある。これに失敗するとブレイク権を失い、次のプレーヤーにブレイク権が移る。キッチン内へ手球を入れることに成功し、ブレイク権の保持が出来た場合、手球が止まったその位置から次のラックのブレイクを行なう。

### ボウラード
ボウラードのブレイクショットは他の競技と異なり、スクラッチなどのブレイキングファウルを犯さない限りは合法的なブレイクとなり、次のショットが失敗するまでが第1イニングとなる。なお、ブレイキングファウルを犯した際にポケットされた的球が存在していた場合はポケットされた的球をすべてフットスポットへ戻す。

### 14-1(ストレートプール)
14-1はブレイクショットを含め、すべてコールショットが適用される。しかし、ブレイクショットで指定の球を指定のポケットへ入れることは容易ではないことから、バンキングの勝者はブレイク権を相手に譲る。そこでブレイク権を持ったプレーヤーはラックをあまり崩さず、かつ相手に撞きづらい配置となるようセーフティブレイクを用いる。このような競技の特性から14-1ではブレイク時にクッションへ入れるべき的球の個数が通常の競技よりも少なく「2個以上」と設定されている。
14-1は2ラック目以降が他の競技と異なり特殊性がある。14-1は本来14-1 continuousと呼ばれる。これはテーブル上にボールをひとつ残したまま、残りの14個の的球を使って新しいラックを組み、事実上ラックが途切れないで続くことに由来している。テーブル上に残った前ラック最後のボールはブレイクボールと呼ばれ、このボールをコールショットでポケットし、同時にキャノンショットでラックに手球を当ててブレイクする。点数を継続して得るためにややハードなショットを用いて的球をテーブル上へ散らす必要があるが、キャノンショットを使ってブレイクを行うため「どの的球をブレイクボールとして残すのか」「ブレイクボールに対してどの角度から手球を当てるとラックが綺麗に散らばるのか」などを考慮し、戦略を立てる。
また、2ラック目以降で注意が必要となるのは、手球とブレイクボールを現状の配置のままで新しいラックを組むという点である、もし手球やブレイクボールが邪魔で新しいラックが組めないときはルールに従って手球やブレイクボールを各スポットへ移動させる必要がある。また、14個目の的球をポケットした際にブレイクボールが同時にポケットされてしまった場合は有効なショットとなるため、15個の的球を使ってラックを組み直す。この際、手球は現状のままであり、ラックを組む際の邪魔になるようであればルールに従い手球をキッチン内へ移動させる。

## 脚註
1. 1 2  藤間 p.199
2. 1 2 3  CUE'S(2008年10月号 p.14)
3. 1 2  CUE'S(2008年10月号 p.21)
4. 1 2  CUE'S(2008年10月号 p.31)
5. ↑  CUE'S(2009年4月号 p.71)
6. 1 2  ヘッドレール側から数えて2ポイント内に手球を出すため、俗に「ツー出し」と言われる。